# Te Rauparaha
Te Rauparaha (Maungatautari, 1768 – Otaki, 27 novembre 1849) è stato un capo Maori, figlio di Werawera, capo della tribù degli Ngāti Toa-rangatira (o Ngāti Toa), uno degli ultimi guerrieri Maori, noto in Nuova Zelanda con l'appellativo di "Napoleone del Sud".

## Biografia
I suoi antenati, originari della Polinesia, si insediarono nella zona attorno l'odierna cittadina di Kawhia (nei pressi di Hamilton) dove vissero e prosperarono. Spinto da ragioni di orgoglio, vendetta, donne, terra, Te Rauparaha condusse il suo popolo in numerosi scontri, spesso vittoriosi con le tribù vicine, principalmente con quella del Waikato. Tuttavia il continuo stato di guerra lo persuase a spostare la sua gente verso sud nella ricerca di nuove terre più ricche e pacifiche. Egli giunse fino all'Isola del Sud combattendo contro le altre tribù Maori che incontrava sul suo cammino. Riuscì ad instaurare molteplici rapporti di tipo commerciale con i coloni britannici (pākehā), che in quegli anni stavano giungendo nell'arcipelago.
Benché mai convertitosi, autorizzò persino la costruzione di una chiesa su richiesta del missionario anglicano Octavius Hadfield, col quale fu legato da una sincera amicizia. 
Dopo la stipula del Trattato di Waitangi 1840, fu coinvolto nel "Wairau Affair", una questione non molto chiara gestita dalla New Zealand Company di Edward Gibbon Wakefield relativamente alla vendita ai coloni della corona delle terre conquistate dagli Ngati Toa di Te Rauparaha presso Wairau (nell'Isola del Sud). Fu imprigionato in seguito ad uno scontro con i pakeha e morì poco dopo il suo rilascio nel 1849.
A Te Rauparaha viene anche attribuita la famosa haka Ka Mate, che precede tutti gli incontri degli All Blacks, la nazionale di rugby neozelandese. Questa si riferisce ad un episodio in cui egli riuscì a salvarsi da alcuni nemici che lo stavano cercando e che lo avrebbero certamente condotto a morte certa. In quel caso infatti ottenne la protezione del capo Te Whareangi presso la zona del lago Taupo nell'Isola del Nord. La Haka infatti sintetizza i momenti di angoscia trascorsi da Te Rauparaha nel nascondiglio, prima della gioia per lo scampato pericolo.